# Abolboda linearifolia
Abolboda linearifolia är en gräsväxtart som beskrevs av Bassett Maguire. Abolboda linearifolia ingår i släktet Abolboda och familjen Xyridaceae. Inga underarter finns listade i Catalogue of Life.